# 梅雷什蒂鄉
46°14′0″N 25°27′0″E / 46.23333°N 25.45000°E
梅雷什蒂鄉（羅馬尼亞語：Comuna Merești, Harghita），是羅馬尼亞的鄉份，位於該國中部，由哈爾吉塔縣負責管轄，面積112平方公里，海拔高度557米，2007年人口1,340，人口密度每平方公里12人。